# پروپان-۳٬۲٬۱-تری‌کربوکسیلیک اسید
پروپان-۳،۲،۱-تری‌کربوکسیلیک اسید (به انگلیسی: Propane-1,2,3-tricarboxylic acid) با فرمول شیمیایی C۶H۸O۶ یک ترکیب شیمیایی با شناسه پاب‌کم ۱۴۹۲۵ است. که جرم مولی آن ۱۷۶٫۱۲ g/mol می‌باشد. شکل ظاهری این ترکیب، جامد بی‌رنگ است.

## نگارخانه

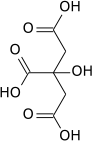